# Jürgen Boss
Jürgen Boss (* 1. Mai 1947 in Schorndorf) ist ein deutscher Musiker. Er spielt vorwiegend Blues- und Rock-and-Roll-Musik.
1964 war er Mitbegründer seiner ersten Band „The Stares“ mit Auftritten in diversen Live-Clubs im süddeutschen Raum. Weiterhin erspielte er sich einen Platz in Vorprogrammen von Beat-Größen wie The Lords, The Rattles und The Liverbirds. Der Ruf der Bundeswehr sorgte für die Auflösung der Stares. Anfang 1969 spielte Jürgen Boss bei der Band „Fellows“ aus Esslingen am Neckar und ab 1971 bei „Fate“ aus Kirchheim/Teck mit. 1972 bis 1974 war er Mitglied der Stuttgarter Formation „Parchman Farm“ und gab im Jahre 1973 zusätzlich noch Gastspiele bei „Stoned War“ und „Mammut“, beide ebenfalls aus Stuttgart.
Die J. Boss Blues Band wurde 1974 ins Leben gerufen. Es folgten in wechselnden Besetzungen bundesweite Auftritte, vorwiegend in Jazz-Clubs. Auch trat diese Formation immer wieder auf den Bühnen diverser Festivals und Open Airs auf. In diese Zeit fallen unter anderem Auftritte als Begleitband von Errol Dixon, Eddie Taylor & Louis Meyers, Jim Kahr (ex John Lee Hooker Band) und Judy Cheeks. Außerdem stand J.Boss im Duo mit Henry Cray, Pianist der Blues-Legende Sonny Boy Williamson II. auf der Bühne. 1983 erfolgte die Umbenennung in J. Boss Band, da die musikalische Ausrichtung der Band vom Blues weg in Richtung Rock ’n’ Roll tendierte. 1984 in Vorprogrammen für Eric Burdon und die Puhdys, sowie eine Deutschland-Tournee mit der britischen Formation Dr. Feelgood. Bis 1986 Gastspiele bei der Band „Hoola Man Doola“ aus Ludwigsburg sowie Konzerte mit Savoy Brown Blues Band und eine Deutschlandtournee mit Bo Diddley. Im selben Jahr komponierte und spielte J. Boss den Soundtrack zu dem Film „Unter weitem Himmel“ von Olaf Zierl. 1993 Im Vorprogramm von Rory Gallagher, Saxon und Nine Bellow Zero. 1994 Frankreich-Tournee (Clubs). Es folgten unzählige Club-Gigs, Festivals und Biker-Meetings.

## Diskographie
- 1983 LP „Tokyo Fever“, Bellaphone LC 7598/SL 7015
- 1985 LP „I Will Survive“, Hot Blood Rec. 941386/LC 8822
- 1985 LP „Ich lebe noch“, Zellofon 60005/LC 8394
- 1990 LP/CD „The Wind In Your Face“, ROX 7590/LC 9629
- 1994 CD „Happy Harley“
- 2001 CD mit ROB & Friends (Rob Nedora), LC 4692
- 2003 CD „It Works Everytime“, Rox 0903/LC 9629
- 2010 CD "Back On The Track", ROXON, ROXCD754